# Nightshade
Nightshade (japanisch Kunoichi: Shinobi) ist ein Actionspiel für PlayStation 2. Es erschien erstmals am 4. Dezember 2003 in Japan. In den Vereinigten Staaten erschien das Spiel am 10. Februar 2004. In Europa kam das Spiel am 5. März 2004 heraus. Es ist die Fortsetzung von Shinobi aus dem Jahr 2002.

## Inhalt
Hibana ist eine von der Regierung angestellte Ninja, die mit der Eliminierung von Mitgliedern der Nakatomi Corporation beauftragt wurde. Ihr wurde auch befohlen, die Scherben von „Akujiki“ zu bergen, dem legendären verfluchten Schwert, mit dem Hotsuma das letzte Mal die Höllenbrut versiegelt hat.

## Spielprinzip
Die Missionen vom Spiel sind linear und man kämpft gegen einen herausfordernden Boss-Gegner. Der Kern des Gameplays von „Nightshade“ ist Hack and Slash, mit sich anhäufenden Combos bei spawnenden Feinden im Level. Hibanas Arsenal besteht aus einem Katana, einen kurzen Dolchen und Shuriken. Das Spiel beinhaltet auch Aspekte des Platforming.
Wenn der Spieler in der Memory Card der PlayStation 2 das Spiel Shinobi besitzt, kann man auch als Hotsuma spielen. Er unterscheidet sich von Hibana darin, dass er keine Dolche wie sie benutzt. Hotsuma spielt genau wie zuvor mit dem gleichen Arsenal an Zügen und arbeitet nach der gleichen Mechanik wie im vorherigen Spiel. Er muss schnell die Feinde besiegen, denn sonst tötet das verfluchte Schwert ihn.

## Rezeption
Metacritic aggregierte durchschnittliche Kritiken für Nightshade. Famitsu vergab eine Punktzahl von 33 aus 40 Punkten.